# 900-as busz (Győr)
A győri 900-as jelzésű autóbusz az Autóbusz-állomás és Ménfőcsanak, Hegyalja utca, Újkút utca között közlekedik, a Széchenyi István Egyetem és Marcalváros érintésével. A járatot a Volánbusz üzemelteti. Ménfőcsanakot követően Győrasszonyfára is közlekedik, 7044-es jelzéssel, helyközi viteldíj megfizetése mellett. A járat a Budapest-Déli pályaudvarról 23.20-kor induló   S10 -es vonathoz csatlakozik, annak legfeljebb félórás késése esetén bevárja a csatlakozást. Csak szabadnapokon és munkaszüneti napokon jár.

## Története
Győr éjszakai buszvonala 2018. december 9-én indult akkor még igényvezérelt járatként, vagyis az autóbusz csak akkor indult el, ha az autóbusz-állomáson erre utazási igény jelentkezett, a későbbi megállók pedig csak leszállás céljából voltak igénybe vehetők.
2020. május 16-ai menetrendi változással már érinti a Széchenyi István Egyetemet is, új járattal bővült az Autóbusz-állomás felé, illetve az igényvezérelt jellege megszűnt.
2024. január 1-jén a 7044-es busz megszűnt.

## Megállóhelyei
| 0 | Eszperantó út, autóbusz-állomás végállomás        | ∫   |
| 5 | Széchenyi István Egyetem                          | ∫   |
| 6 | Radnóti Miklós utca, Szarvas utca                 | ∫   |
| 7 | Erkel Ferenc utca                                 | ∫   |
| 8 | Petőfi tér, zsinagóga                             | ∫   |
| 10 | Zechmeister utca, Rába-part                       | ∫   |
| 11 | Honvéd liget                                      | ∫   |
| 13 | Autóbusz-állomás végállomás                       | 24  |
| ∫ | Nádor aluljáró                                    | 22  |
| 17 | Malom liget                                       | 21  |
| 18 | Török István utca                                 | 20  |
| 19 | Tihanyi Árpád út, kórház                          | 19  |
| 20 | Vasvári Pál utca, kórház, főbejárat               | 17  |
| 22 | Lajta út, posta                                   | 15  |
| 23 | Lajta út, gyógyszertár                            | 14  |
| 24 | Bakonyi út, marcalvárosi aluljáró                 | 13  |
| 25 | Marcalváros, Kovács Margit utca                   | 12  |
| 26 | Katód utca                                        | 11  |
| 27 | Győrújbaráti elágazás                             | 10  |
| 28 | 83-as út, TESCO áruház                            | 9   |
| 29 | Decathlon áruház                                  | 8   |
| 31 | Ménfőcsanak, Királyszék út                        | 6   |
| 32 | Ménfőcsanak, malom                                | 4   |
| 33 | Ménfőcsanak, orvosi rendelő                       | 3   |
| 34 | Csanaki utca                                      | 2   |
| 36 | Ménfőcsanak, Hegyalja utca, Újkút utca végállomás | 0   |
| Tovább utazás esetén 7044-es jelzéssel Győrasszonyfáig közlekedik, helyközi viteldíj megfizetése mellett. |                                                   |     |
| +40 | Győrasszonyfa, községháza végállomás              | -36 |